# Seelenrohr

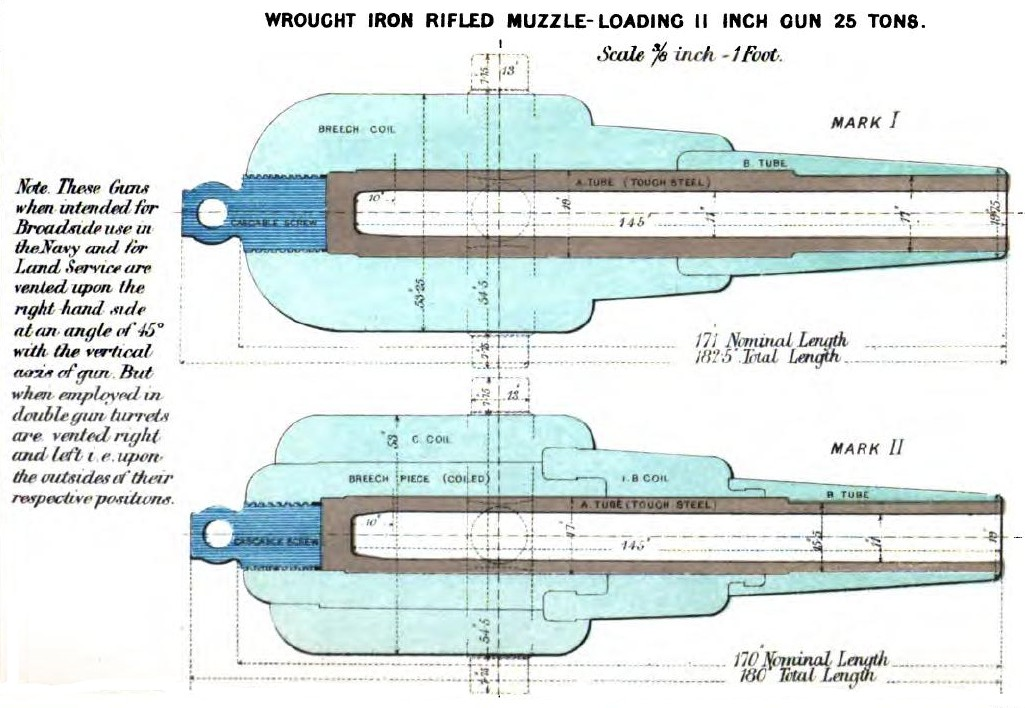
Grau: Seelenrohr

Das Seelenrohr, oder auch Kernrohr, ist bei Mehrlagenrohren einer Rohrwaffe das Teil von Geschützrohren, welches das Geschoss während des Abschusses führt. Der Innendurchmesser des Seelenrohres entspricht dem Kaliber der Kanone.
Die ersten Kanonenrohre waren aus einem Stück gegossen und wurden nach dem Guss auf das entsprechende Kaliber ausgebohrt. Mit steigendem Geschossgewicht und zunehmender Stärke der Treibladung wurden die Rohre immer stärker belastet. Zunächst verstärkte man das Kanonenrohr, indem man bei der Herstellung außen glühende Metallringe über das Rohr legte, in dem später die Treibladung abbrennen sollte. Diese zogen sich beim Erkalten zusammen und gaben somit dem Rohr eine Vorspannung nach innen.
Die ersten Kanonenrohre waren Glattrohrkanonen, das heißt die Rohrwandung war innen komplett glatt. Mit dem Übergang von kugelförmigen Geschossen zu den Langgeschossen wurde es notwendig, die Geschosse zur Stabilisierung in eine Drehung um ihre Längsachse, den Drall, zu versetzen. Dazu wurden Züge (Rillen) mit Drall innen in das Seelenrohr eingearbeitet.
Durch häufiges Schießen nutzt sich das Rohr jedoch innen ab, die Felder werden flacher und das Kaliber größer. Solche abgenutzten Rohre bezeichnet man als ausgeschossen.
Um nicht jedes Mal die komplette Kanone oder zumindest das ganze Rohr verschrotten zu müssen, ging man dazu über, das Kanonenrohr aus mehreren Teilen aufzubauen. Ein solches Rohr besteht aus
- einem Bodenstück, in das der Verschluss eingearbeitet ist
- dem Seelenrohr, welches das Geschoss führt und in Rotation versetzt sowie
- dem Mantelrohr, welches das Seelenrohr umfasst und gegen Durchbiegen abstützt